# Copa Paulista Femenina
La Copa Paulista de Fútbol Femenino (en portugués:"Copa Paulista de Futebol Feminino") es una competición de fútbol femenino organizada por la Federación Paulista de Fútbol. Fue creada en 2019 y el primer campeón fue Palmeiras.
Es un torneo de eliminación de cuatro equipos.

## Palmarés
| Año  | Campeón     | Resultado           | Subcampeón          | Semifinalistas      | Semifinalistas |
| ---- | ----------- | ------------------- | ------------------- | ------------------- | -------------- |
| 2019 | Palmeiras   | 2-1                 | São Paulo           | Juventus            | São José       |
| 2020 | Santos      | 2-0, 0-2 (5-4 pen.) | São Paulo           | São José            | Taubaté        |
| 2021 | Palmeiras   | 3-0, 1-2            | São José            | Red Bull Bragantino | Taubaté        |
| 2022 | Corinthians | 3-1, 2-1            | Red Bull Bragantino | São Bernardo        | Taubaté        |
| 2023 | Ferroviária | 1-1, 1-1 (3-1 pen.) | Red Bull Bragantino | São José            | Taubaté        |
| 2024 | Santos      | 1-4, 3-0 (4-3 pen.) | Red Bull Bragantino | São José            | Taubaté        |